# Moisés Carmona
Biskup Moises Carmona y Rivera  (ur. w 31 października 1912, zm. 1 listopada 1991) – meksykański biskup rzymskokatolicki o poglądach sedewakantystycznych.
Został wyświęcony na księdza w 1939 r. W 1981 wyświęcony na biskupa przez abp Ngô Đình Thục.